# Pierpont (Dakota del Sur)
Pierpont es un pueblo ubicado en el condado de Day en el estado estadounidense de Dakota del Sur. En el Censo de 2010 tenía una población de 135 habitantes y una densidad poblacional de 349,82 personas por km².

## Geografía
Pierpont se encuentra ubicado en las coordenadas 45°29′43″N 97°49′56″O / 45.49528, -97.83222. Según la Oficina del Censo de los Estados Unidos, Pierpont tiene una superficie total de 0.39 km², de la cual 0.39 km² corresponden a tierra firme y (0%) 0 km² es agua.

## Demografía
Según el censo de 2010, había 135 personas residiendo en Pierpont. La densidad de población era de 349,82 hab./km². De los 135 habitantes, Pierpont estaba compuesto por el 95.56% blancos, el 0.74% eran afroamericanos, el 1.48% eran amerindios, el 0% eran asiáticos, el 0% eran isleños del Pacífico, el 1.48% eran de otras razas y el 0.74% pertenecían a dos o más razas. Del total de la población el 1.48% eran hispanos o latinos de cualquier raza.